# Сборная Австрии по футболу
Сборная Австрии по футболу (нем. Österreichische Fußballnationalmannschaft) — команда, представляющая Австрию на международных соревнованиях по футболу. Управляющая организация — Австрийский футбольный союз (АФС), основанная в 1904 году. АФС является членом ФИФА с 1905 года, членом УЕФА с 1954 года.
Свой первый международный матч сборная Австрии сыграла в 1902 году против сборной Венгрии, в котором одержала победу со счётом 5:0. Первый период громкой славы в истории сборной пришёлся на 1930-е годы, когда она играла под руководством Хуго Майсля, и начался 16 мая 1931 года с победы над сборной Шотландии, для которой этот матч стал первым поражением за пределами Британских островов. В 1938 году, после аншлюса Австрии, австрийская команда была расформирована, а некоторые её игроки вошли в состав сборной Германии. После Второй мировой войны сборная Австрии снова начала демонстрировать успехи, которые достигли кульминации на чемпионате мира 1954 года, где Австрия заняла третье место, однако после этого начался длительный период упадка. Следующий успешный всплеск в истории сборной пришёлся на чемпионат мира 1978 года, где она во втором групповом турнире обыграла действующих чемпионов мира — команду ФРГ, однако этот успех продолжения не имел. В последний раз сборная Австрии пробивалась в финальный турнир чемпионата мира в 1998 году во Франции, где не сумела пройти дальше группового турнира. В 2008 году Австрия (вместе со Швейцарией) являлась одной из стран-организаторов финального турнира чемпионата Европы, куда сборные-хозяева попадают автоматически без прохождения квалификации. Однако на своём домашнем турнире сборная Австрии, как и сборная Швейцарии, не смогла преодолеть групповой этап. В 2016 году сборная выступала на чемпионате Европы 2016, однако, как и на домашнем Евро-2008, не смогла выйти из группы. В 2021 году впервые в своей истории вышла в 1/8 финала на чемпионате Европы 2020.
Свои домашние матчи команда по большей части проводит на венском стадионе «Эрнст Хаппель». По состоянию на 4 апреля 2024 года сборная в рейтинге ФИФА занимает 25-е место, а в рейтинге УЕФА на 11 октября 2017 года — 13-е.

## История

### 1901—1918: Сборная Цислейтании
Футбол начал проникать в Австрию из Англии в начале 1890-х годов. Первый футбольный матч между старейшими футбольными клубами Австрии — «Крикетером» и «Виенной» — состоялся в 1894 году. Особенно активную роль в распространении и развитии футбола в Вене играл британец Марк Николсон, в прошлом игравший в английском чемпионате, который жил и работал в Австрии. 18 декабря 1898 года он организовал матч между венскими англичанами и местными жителями в городском парке «Пратер». «Венцы» играли в белых футболках и чёрных штанах, от которых и пошли официальные цвета сборной Австрии (замененные на красно-бело-красное сочетание в сравнительно недавнем прошлом). Первый международный матч австрийская команда сыграла 8 апреля 1901 года против сборной Швейцарии; впрочем, эта игра футбольными федерациями обеих стран считается неофициальной. Встреча была устроена основанным лишь за год до того Австрийским футбольным союзом (нем. Österreichischen Fußball-Union), предшественником современного Австрийского футбольного союза (нем. Österreichische Fußballbund), его основателем и первым председателем был Марк Николсон. За австрийскую команду в этом матче выступали игроки трёх крупнейших венских клубов того времени: «Виенны», «Крикетера» и «ВАКа». «Сборная Вены» до того уже встречалась с командами из-за границы, но это были клубные команды. Много игроков той команды выдумывали себе псевдонимы и играли в париках и даже в накладных бородах: в то время игроками австрийских клубов были преимущественно школьники 17-18 лет, которым играть в футбол в составе клубов было запрещено.
Первый официально признанный международный матч сборной Австрии был организован 10 октября 1902 года как встреча между сборными Вены и Будапешта. Этот матч считается первым в истории мирового футбола матчем между национальными сборными за пределами Британских островов. Австрийцы победили в этом матче со счётом 5:0 (три мяча забил Ян Студничка, первая «звезда» австрийского футбола). В следующие десятилетия матчи между командами Австрии и Венгрии устраивались дважды в год — один раз в Вене, другой — в Будапеште. Эти встречи отличались принципиальным соперничеством и считались кульминацией футбольного года. Тогдашнюю сборную Австрии можно лишь условно сопоставлять с нынешней: в неё вызывались игроки из всей Цислейтании (невенгерской части Австро-Венгрии) независимо от их языковой и этнической принадлежности; в частности, за Австрию играли большое количество чехов. Первыми значительными международными соревнованиями для сборной Австрии стали летние Олимпийские игры 1912 года, которые проходили в Стокгольме: одержав победы над командами Германии, Норвегии и Италии и проиграв сборным Нидерландов и Венгрии, Австрия заняла на турнире шестое место.
Во время Первой мировой войны футбольная активность в Австрии почти не прекращалась, однако в отсутствие возглавлявшего сборную Хуго Майсля, который воевал на итальянском фронте, у руля команды встал прежний защитник «Виенны» Генрих Речури. Впрочем, во время войны удавалось устраивать игры сборной лишь с всё той же Венгрией и нейтральной Швейцарией.

### 1918—1938:Вундертим— австрийская «чудо-команда»
По окончании первой мировой войны многие страны с Англией во главе пытались исключить Австрию как государство, виновное в развязывании войны, из состава ФИФА. Новые государства, которые возникли на обломках прежней Австро-Венгерской империи, в частности Чехословакия, также сначала бойкотировали австрийскую сборную. Хуго Майсль прилагал значительные усилия для того, чтобы возобновить контакты с футбольными федерациями соседних государств, и одновременно активно занимался организацией международных соревнований на клубном и национальном уровне. В молодой австрийской республике футбол испытал бурный рост популярности, не в последнюю очередь благодаря внедрению на предприятиях страны восьмичасового рабочего дня. В 1921 году в Вене был открыт новый стадион «Хоэ Варте» вместимостью 80000 зрителей, а в 1924 году Австрия первой в континентальной Европе учредила профессиональную футбольную лигу. Результатом реформ стали успехи как австрийских клубов, так и национальной сборной, например, в 1926 году сборная Австрии победила в шести международных встречах из семи.
В 1927 году начался первый розыгрыш Центрально-Европейского Кубка — предшественника современного чемпионата Европы. Согласно формуле этого турнира каждая сборная-участник должна была провести два матча с каждой из других команд: один — дома, один — в гостях; розыгрыш таким образом растягивался на несколько лет. По окончании первого розыгрыша Кубка в 1930 году Австрия оказалась на втором месте, пропустив вперед сборную Италии.
Однако настоящей кульминацией в истории австрийского футбола межвоенных лет стала эпоха Вундертим — «чудо-команды». Такой эпитет сборная Австрии получила, когда в 1931 году первой из команд континентальной Европы сумела победить сборную Шотландии, причём сделала это с разгромным счётом 5:0. В дальнейшем австрийская команда, возглавляемая капитаном Маттиасом Синделаром, одержала ряд разгромных побед над ведущими сборными Европы: Германия была побеждена со счётом 6:0 в Берлине и 5:0 в Вене, затем были разгромлены последовательно Швейцария (8:1), Венгрия (8:2), Бельгия (6:1) и Франция (4:0). В 1932 году Австрия оказалась на первом месте во втором розыгрыше Центрально-Европейского Кубка, на этот раз опередив Италию. Однако наибольшим успехом австрийской сборной в то время считался матч, в котором она проиграла. 7 декабря 1933 года она встретилась в Лондоне со сборной Англии, которая до того не знала домашних поражений; ни одной континентальной команде не удавалось забить Англии больше, нежели единственный «гол престижа». Австрийская радиостанция RAVAG вела прямой репортаж из Лондона, который транслировался через громкоговорители на площади Хельденплац в Вене. На лондонском стадионе «Уэмбли» австрийцы начали игру неудачно, и после первого тайма уступали со счётом 2:0, однако во второй половине игры они начали свою знаменитую комбинационную игру. Австрийцы забили три мяча, но всё-таки проиграли со счётом 4:3; незадолго до окончания матча Адольф Фогль имел верную возможность сравнять счёт, но не сумел ею воспользоваться.
Команду несколько ослабила потеря нескольких игроков, в частности вратаря Рудольфа Хидена, которые получили щедрые предложения из-за границы и покинули Австрию. Несмотря на это, Австрия была, наряду с Италией, одним из бесспорных фаворитов чемпионата мира по футболу 1934 года в Италии, первого чемпионата, в котором принимали участие ведущие европейские сборные. Австрийцы были остановлены хозяевами чемпионата итальянцами в полуфинальном матче, который судил шведский арбитр Иван Эклинд, которого за день до того принимал у себя как почётного гостя сам итальянский диктатор Бенито Муссолини. Италия одержала победу благодаря единственному голу, забитому на 18-й минуте, когда несколько итальянцев буквально запихнули австрийского вратаря Петера Платцера с мячом в руках за линию ворот. Судейство в этом и других матчах хозяев турнира вызывало жаркие споры, и даже спустя многие годы после чемпионата раздавались обвинения в пристрастности, впрочем, материального продолжения эти скандалы не имели.

### 1938—1962: Вторая мировая война и успехи ранних послевоенных лет
Аншлюс, который нацистская Германия осуществила 13 марта 1938 года, на некоторое время положил конец существованию национальной сборной и австрийского футбола в целом. Многие клубы были распущены, большое количество австрийских футболистов покинули страну, спасаясь от нацистского режима за рубежом. Австрийская футбольная лига была заменена областной «Гаулигой Остмарк», а объявленный «еврейским» профессиональный футбол упразднен. К нацистским «нововведениям» принадлежали также обязательное коллективное приветствие фюрера перед началом и по окончании каждого матча (все присутствующие на стадионе вставали, протягивали руку в нацистском приветствии и одновременно выкрикивали «Хайль Гитлер!»), а также пополнение клубных команд молодёжью из гитлерюгенда. Австрийская национальная сборная была расформирована и объединена с немецкой в общую команду «Большой Германии». Хотя Австрия незадолго до того прошла квалификацию к чемпионату мира 1938 года, её игрокам было разрешено принять участие в соревнованиях лишь в составе немецкой команды. Таким образом, в составе сборной Германии на чемпионате мира во Франции было восемь австрийцев. Но создать боеспособный коллектив тренеру Зеппу Гербергеру не удалось: для сочетания силового стиля немецкой сборной и комбинационной игры австрийцев нужно было значительно больше времени. Объединённая команда уступила уже в первом раунде (1/8 финала) сборной Швейцарии, правда, для этого понадобились целых два матча — 1:1 и 4:2 в переигровке. Хотя включение австрийских игроков в состав немецкой команды было принудительным и обязательным, нескольким её звездам, таким, как Маттиас Синделар и Вальтер Науш, по причине их широкой известности было разрешено без последствий отказаться от участия в сборной Германии. На протяжении Второй мировой войны на поле в матчах немецкой сборной выходило 28 австрийцев, в четырёх встречах на поле одновременно выходило восемь прежних игроков сборной Австрии.
По окончании войны сборная Австрии была практически сразу возрождена и уже в августе 1945 года сыграла два матча против сборной Венгрии в Будапеште. После ремонта венского стадиона «Пратер» 6 декабря 1945 года она провела свой первый за последние восемь лет домашний матч. Её соперником в этой исторической встрече стала сборная Франции, игру посетили 60 000 болельщиков, в числе которых был глава ФИФА Жюль Риме. Австрия победила со счётом 4:1, три гола из четырёх были забиты Карлом Деккером. Австрия быстро набрала свою прежнюю форму и в 1951 году стала первой континентальной командой, которая обыграла сборную Шотландии на её стадионе (1:0), пробудив воспоминания о Вундертим и её игре на венском стадионе 18 лет тому назад. Стараниями нового поколения австрийских игроков, таких, как Герхард Ханаппи, Вальтер Земан и Эрнст Оцвирк, Австрия вернулась в мировую футбольную элиту. Наивысшей точкой успехов этого поколения стал чемпионат мира 1954 года в Швейцарии.
Во время квалификационного турнира Австрия победила Португалию с разгромным счётом 9:1. В групповом розыгрыше финальной части чемпионата австрийцы обыграли Шотландию 1:0 и разгромили со счётом 5:0 сборную Чехословакии. Одним из самых известных матчей австрийской сборной стал четвертьфинал в Лозанне против хозяев турнира сборной Швейцарии, прозванный прессой «Знойной битвой под Лозанной»: в этом самом результативном матче в истории мировых чемпионатов Австрия победила со счётом 7:5. Вратарь австрийцев Курт Шмид ещё в начале матча был поражен солнечным ударом, но не мог покинуть ворота; поддерживаемая 50 000 швейцарских болельщиков сборная Швейцарии забила три мяча на протяжении восьми минут. Массажисту австрийской команды Йозефу Ульриху удалось оказать помощь Шмиду, который уже начинал терять сознание, не прерывая игру. Вскоре после этого австрийцы быстрой серией из трех голов уравняли счёт (три гола были забиты на протяжении четырёх минут), и первый тайм закончился со счётом 5:4 в пользу Австрии. После напряженного второго тайма финальный счёт матча стал 7:5; к тому же, во время матча австрийцам дважды не удавалось забить пенальти. Сборная Австрии во второй раз в своей истории добралась до полуфинала чемпионата мира, который, однако проиграла со счётом 1:6 сборной ФРГ. В «малом финале» Австрия одолела победителя предыдущего чемпионата сборную Уругвая и заняла третье место, которое до сих пор остается её наивысшим достижением на международных первенствах.
Чемпионат мира 1958 года в Швеции вышел для австрийской команды значительно менее удачным. На групповом этапе финального розыгрыша жребий поместил её в одну группу с будущим чемпионом мира Бразилией, будущим чемпионом Европы сборной СССР, а также с Англией, тогда как сама австрийская команда страдала от внутренних конфликтов. Австрия проиграла Бразилии (0:2) и СССР (0:2), сыграла вничью 2:2 с Англией и, заняв последнее место в группе, покинула турнир. Впрочем, команда продолжала пользоваться большой популярностью у себя на родине, и новый тренер Карл Деккер снова сумел привлечь к сборной внимание международного футбольного сообщества. В присутствии рекордного количества зрителей — 90 000, что стало возможным благодаря реконструкции стадиона «Пратер», австрийская команда осенью 1960 года победила в товарищеских матчах сборные СССР (3:1) и Испании (3:0). Однако, когда из-за финансовых проблем Австрийский футбольный союз был вынужден отказаться от участия в чемпионате мира 1962 года в Чили, команда фактически распалась. Внезапный конец периода послевоенных успехов сборной Австрии стал очевиден после поражения в 1962 году от сборной Чехословакии со счётом 0:6, после которой многие игроки и сам Карл Деккер уже не сумели прийти в себя.

### 1962—1982: Уэмбли, Кордова и Хихон
По окончании «эры Деккера» австрийская сборная длительное время не могла выйти на прежний уровень, хотя и преподносила время от времени сюрпризы в отдельных играх. Большое внимание привлек в этот период матч, который прошёл 20 октября 1965 года против сборной Англии на её домашнем стадионе «Уэмбли» в Лондоне: Австрия стала на тот момент лишь третьей командой континентальной Европы, которой удалось победить англичан (3:2). Два гола из трех забил Тони Фрич, за что получил прозвище Уэмбли-Тони. В том же году сборная Австрии впервые в своей истории не попала в финальный розыгрыш чемпионата мира, проиграв квалификационный турнир сборным ГДР и Венгрии. В 1968 году главным тренером сборной был назначен словацкий специалист Леопольд Штястни, который до того успешно тренировал «Ваккер» из Инсбрука. Невзирая на проигранный сборной ФРГ отборочный турнир к чемпионату мира 1970 года, игроки и Футбольный союз не отказали в доверии тренеру, с которым сборная после почти десяти лет упадка опять начала демонстрировать стабильные результаты. В атмосфере общей эйфории и надежд Австрии после двенадцатилетнего отсутствия на чемпионатах мира почти удалось добраться до финальной части чемпионата мира 1974 года, который проходил в Западной Германии. Австрия закончила квалификационный турнир с таким же количеством очков и разницей забитых и пропущенных мячей, как и сборная Швеции, и для определения окончательного победителя был устроен дополнительный матч в немецком Гельзенкирхене. Чтобы предоставить игрокам достаточно времени для подготовки, был перенесен очередной тур чемпионата Австрии, и команда прибыла в Германию за пять дней до матча. Однако на заснеженном поле в Гельзенкирхене австрийцы проиграли со счётом 1:2, упустив много шансов сравнять счёт и однажды даже попав в перекладину.
Вскоре после этого из-за проблем со здоровьем Леопольд Штястни подал в отставку и был заменен на словенца Бранко Элснера, который, однако, был освобожден сразу по окончании неудачного квалификационного турнира к чемпионату Европы 1976 года, в последнем матче которого Австрия проиграла Уэльсу 0:1 и очутилась лишь на третьем месте в группе. Под руководством следующего тренера Хельмута Сенековича Австрии, наконец, удалось впервые за последние 16 лет пробиться в финальную часть чемпионата мира 1978 года, который проходил в Аргентине. 30 октября 1977 года Австрия выиграла 1:0 решающий матч против Турции в Измире; единственный гол в этом матче, который открыл Австрии дорогу на чемпионат мира, был забит будущим тренером сборной — Хербертом Прохазкой и вошёл в анналы австрийского футбола как «измирский шпиц» (словом «шпиц» на австрийском футбольном жаргоне называется удар по мячу носком ноги). В групповом турнире чемпионата Австрия неожиданно заняла первое место в группе, опередив Бразилию, Испанию и Швецию, и в числе восьми лучших сборных мира прошла во второй групповой турнир. На втором групповом этапе Австрия проиграла 1:5 сборной Нидерландов, которую тогда тренировал австриец Эрнст Хаппель, и 0:1 сборной Италии. В последнем матче второго группового турнира, который для сборной Австрии уже ничего не решал, она встретилась с действующим чемпионом мира — командой ФРГ, которой для попадания в финал нужна была лишь победа. В канун матча немецкая пресса считала победу над лишённой мотивации Австрией очевидной, но 21 июня на поле стадиона «Шато Каррерас» в аргентинском городе Кордова произошла сенсация: Австрия победила 3:2; два гола забил Ханс Кранкль, и ещё один немец Берти Фогтс забил в собственные ворота. В Австрии этот матч называют «кордовским чудом», в Германии он, соответственно, получил эпитет «кордовского позора».
После успешного выступления на аргентинском чемпионате мира Хельмут Сенекович, как и обещал накануне, ушёл в отставку, и должность тренера сборной занял Карл Штоц. Хотя ему удалось вполне уверенно провести сборную Австрии через квалификационный турнир к чемпионату мира 1982 года в Испании, в результате конфликта с Австрийским футбольным союзом незадолго до чемпионата он был освобожден от должности. Его планировали заменить на Эрнста Хаппеля, но вместо знаменитого австрийца, который в 1970 году выиграл с голландским «Фейеноордом» Кубок европейских чемпионов, в Испании австрийской команде пришлось играть под руководством временного тренерского дуэта Георга Шмидта и Феликса Лацке. Групповой турнир начался победами над Чили (1:0) и Алжиром (2:0). В третьем матче против сборной ФРГ, который проходил в Хихоне, Австрия пропустила гол на 11-й минуте, после чего до самого конца матча игроки катали мяч в середине поля, поскольку счёт 0:1 устраивал обе команды, обеспечивая им выход в следующую стадию соревнований; многими поклонниками обеих команд такое поведение было осуждено как неспортивное. Во втором групповом турнире Австрия проиграла 0:1 сборной Франции и сыграла вничью с Северной Ирландией; этих результатов не хватило для попадания в полуфинал, и Австрия закончила чемпионат мира на восьмом месте. Невзирая на достаточно высокое достижение, недостойное поведение команды в хихонском матче против ФРГ, который пресса окрестила «Хихонским пактом о ненападении», портило популярность национальной сборной на родине на протяжении нескольких следующих лет.

### 1982—1998: последние успехи
После чемпионатов мира в Аргентине и Испании большинство ведущих игроков сборной закончили спортивную карьеру, из-за чего результаты команды значительно ухудшились. Австрия проиграла два следующих квалификационных турнира подряд — к чемпионату Европы 1984 года, где проиграла Северной Ирландии и Турции, и к чемпионату мира 1986 года, где дважды проиграла Венгрии; по окончании каждого отборочного цикла сменялся главный тренер сборной (соответственно Эрих Хоф и Бранко Элснер). Им на смену в 1988 году пришёл Йозеф Хиккерсбергер, который до того тренировал австрийскую молодёжную сборную (до 21 года). Хиккерсбергер вернул в команду проверенных ветеранов, таких как Прохазка, и поручил им опеку совсем молодых игроков, таких как Андреас Херцог, который к своему дебюту в национальной сборной успел сыграть в высшей лиге чемпионата Австрии лишь три матча. Методы нового тренера принесли плоды, и Австрии наконец-то удалось квалифицироваться на чемпионат мира 1990 года в Италии. Решающий матч отборочного турнира против сборной ГДР Австрия выиграла со счётом 3:0; все три гола были забиты молодым форвардом Тони Польстером, новой звездой национальной сборной. На чемпионате, однако, сборная Австрии выступила не очень удачно: рассчитывая поначалу как минимум на выход в 1/8 финала, она проиграла с минимальной разницей командам Италии и Чехословакии, и единственной победы над сборной США не хватило для выхода из группового турнира. Согласно формуле соревнований того времени в 1/8 финала попадали также четыре лучших команды из шести, что заняли в группах третьи места, и Австрия не входила в число этой четверки лишь из-за достаточно невероятного совпадения результатов последних матчей в других группах. Австрийское телевидение, заранее уверенное в выходе сборной в плей-офф, даже установило дополнительные камеры для съемок радующихся австрийских игроков. Однако когда через два дня после победы над США стали известны все 16 финалистов, Австрии среди них не оказалось.
Вскоре после чемпионата карьере Йозефа Хиккерсбергера в национальной сборной внезапно наступил скандальный конец — 12 сентября 1990 года в Ландскруне сборная Австрии сенсационно проиграла 0:1 сборной Фарерских островов, и 14 сентября Хиккерсбергер подал в отставку. Два следующих отборочных цикла были для сборной неудачными; в следующий раз Австрия попала на чемпионат мира лишь в 1998 году. В квалификационном турнире сборная победила в восьми матчах из десяти и заняла первое место в отборочной группе; решающий матч против Швеции был выигран благодаря голу Андреаса Херцога. Но в финальном розыгрыше австрийская сборная, возглавляемая Хербертом Прохазкой, сыграв вничью 1:1 с Камеруном и Чили и, проиграв 2:1 Италии, заняла в группе третье место и в 1/8 финала снова не попала. Все три австрийских гола в этих матчах были забиты в добавленное арбитром время по окончании основного времени второго тайма. С 1998 года и до сих пор сборная Австрии больше не пробивалась в финальную часть чемпионатов мира.

### 1998—2014: ожидание чуда
На рубеже веков сборная, используя ветеранов, безуспешно пыталась пробиться на чемпионаты мира и Европы. В отборочном турнире к чемпионату Европы 2000 сборная заняла третье место в группе: у неё было одинаковое количество очков с Израилем, однако по личным встречам (и по разнице мячей) австрийцы безнадёжно отстали от израильтян, которым проиграли в гостях 0:5. Апофеозом невезения австрийских игроков стал разгром от Испании на чужом поле в том же отборе со счётом 9:0. Через 2 года Австрия со скрипом вышла в стыковые матчи отборочного турнира к чемпионату мира в Корее и Японии, вырвав в последнем матче с теми же израильтянами ничью. Игра запомнилась массовыми беспорядками на трибунах, которые начались сразу же после гола австрийцев на последних минутах, причём кабину австрийского комментатора закидывали посторонними предметами. В стыковых матчах, однако, сборную Австрии разбила команда Турции, которая и уехала на чемпионат мира. Безуспешной были попытки пробиться на Евро-2004 и на ЧМ-2006.
С 2006 года сборную снова стал тренировать Йозеф Хиккерсбергер, который сменил в должности главного тренера Ханса Кранкля после проигранного отборочного турнира к чемпионату мира 2006 года. Австрия (вместе со Швейцарией) принимала чемпионат Европы по футболу 2008 года, в финальную часть которого она попала автоматически без прохождения квалификации. Вместо матчей отборочного турнира между 2006 и 2008 годами была запланирована серия товарищеских матчей. Австрийская команда выглядела в этих встречах не слишком уверенно: до победы над сборной Кот-д’Ивуара 17 октября 2007 года со счётом 3:2 ей не удавалось выиграть на протяжении девяти игр подряд. Накануне первенства австрийские болельщики не верили в свою сборную, а некоторые даже предлагали обратиться в УЕФА с просьбой снять команду с розыгрыша и пригласить на первенство сенсационно не попавшую Англию. Одним из участников этой акции был Михаэль Крисс, сын игрока сборной Австрии Вернера Крисса, который на официальном сайте акции разместил герб Австрии с футбольным мячом вместо короны: суд расценил это как нанесение вреда репутации страны и оштрафовал Крисса-младшего на 1500 евро.
В финальной части чемпионата Европы Австрия играла в одной группе с Хорватией, Германией и Польшей и получила в итоге лишь одно очко, заняв 3-е место и не выйдя из группы. Это единственное очко было набрано в матче с поляками, а первый гол сборной в истории чемпионатов Европы и единственный на этом турнире забил Ивица Вастич, реализовав спорный удар с пенальти. По окончании турнира тренер сборной Йозеф Хиккерсбергер подал в отставку, а его преемником стал бывший наставник чехов Карел Брюкнер, которые на том турнире также провалились и не вышли из группы.
Многообещающее начало отборочного турнира ЧМ-2010 — австрийцы на венском «Эрнст-Хаппель-Штадиум» неожиданно разбили Францию со счётом 3:1 — так и осталось единственным светлым моментом в квалификации к чемпионату мира. Австрия растеряла довольно много очков (в том числе и с печально известной сборной Фарерских островов), а после проигрыша Сербии 0:1 и вовсе выбыла из борьбы за место на чемпионате мира. Ниже австрийцев оказались только невезучие литовцы, румыны и фарерцы. После этого Брюкнер был также уволен с поста тренера сборной. Осталась сборная Австрии и без Евро-2012: выступая в группе с Германией, Турцией, Бельгией, Казахстаном и Азербайджаном, она заняла только 4-е место, обойдя обе сборные из бывших советских республик. Из памятных матчей выделяется крупная ничья с бельгийцами (4:4), которая впоследствии стоила «красным дьяволам» путёвки в стыковые матчи, а также обе игры с Германией, которые австрийцы проиграли 1:2 дома (пропустив роковой гол в конце матча) и 6:2 в гостях. Чемпионат мира в Бразилии Австрия также пропустила, проиграв 11 октября 2013 Швеции 2:1 и утратив шансы даже на второе место.

### 2014—н.в.: возвращение на международные турниры
И всё же чудо не заставило себя долго ждать: 8 сентября 2015 австрийцы со счётом 4:1 разгромили шведов и обеспечили себе первое место в отборочном турнире группы G, тем самым выйдя на Чемпионат Европы во Франции. В том турнире из 30 очков Австрия взяла 28, только в первой игре сыграв вничью со Швецией: во всех остальных встречах, в том числе и против России, австрийцы не позволяли себе ни малейшей расслабленности.
В финальной части чемпионата Европы 2016 года сборная Австрии в первом матче против сборной Венгрии считалась фаворитом, однако сенсационно проиграла 0:2. В следующем матче австрийцы играли с будущим чемпионом Европы сборной Португалии. Капитан соперника Криштиану Роналду на 79-й минуте не реализовал пенальти, попав в штангу. Итог матча — ничья 0:0, и австрийцы заработали первое очко на турнире. В последнем матче группы сборная Австрии потерпела ещё одно сенсационное поражение от сборной Исландии со счётом 1:2 и в итоге с одним очком заняла последнее место в группе. После этого австрийцы покинули турнир.
По результатам жеребьёвки отборочного турнира чемпионата мира 2018 сборная Австрии попала в группу с полуфиналистом Евро-2016 Уэльсом, а также с Сербией, Ирландией, Грузией и Молдавией. Австрийцы с 15 очками заняли четвёртое место в группе, опередив только грузин и ирландцев. Самой знаменательной была победа над выигравшими группу сербами 3:2. Марсель Коллер покинул пост главного тренера, уступив место немецкому специалисту Франко Фоде.
По результатам жеребьёвки отборочного турнира чемпионата Европы 2020 сборная Австрии попала в группу с Израилем, с Латвией, Польшей, Северной Македонией и Словенией. По итогам отборочного турнира Австрия заняла второе место с 19 очками и тем самым вышли в финальный турнир.
На групповом этапе австрийцы попали в группу B с Нидерландами, Северной Македонией и Украиной. В первом туре австрийцы обыграли сборную Северной Македонии со счётом 3:1. Во втором туре проиграли Нидерландам со счётом 0:2. В третьем туре сборная Австрии победила сборную Украины со счётом 1:0, заняв второе место с 6 очками и тем самым впервые в своей истории вышла в 1/8 в рамках чемпионата Европы по футболу, уступив в овертайме Италии.

## Спортивная форма
Начиная со своего первого матча в 1902 году сборная Австрии традиционно играла в белых футболках, чёрных трусах и чёрных гетрах. В 2002 году по инициативе тогдашнего тренера Ханса Кранкля официальной домашней формой сборной стала красная футболка, белые трусы и красные гетры — комплект, который до того использовался в качестве «выездной» формы и в котором команда одерживала много громких побед, в частности в матче «кордовского чуда». Чёрно-белый комплект, напротив, стал «выездным». Красно-бело-красная цветовая гамма соотносится с цветами национального австрийского флага. С 2006 года в качестве «выездного» сборная изредка использует третий комплект комбинированных красно-черных цветов.
Официальным производителем спортивной формы сборной уже больше 30 лет является немецкая фирма Puma; производителя бутс игроки имеют право выбирать по собственному усмотрению.

### Домашняя
| ЧМ-1934 | ЧМ-1954   | ЧМ-1958 | ЧМ-1978   | ЧМ-1982 | ЧМ-1990   | ЧМ-1998 | 2006 | Евро-2008 | 2010 | 2012 |
| 2014    | Евро-2016 | 2018    | Евро-2020 | 2022    | Евро-2024 |         |      |           |      |      |

### Гостевая
| ЧМ-1934 | ЧМ-1954 | ЧМ-1958   | ЧМ-1978 | ЧМ-1982   | ЧМ-1990 | 1992      | ЧМ-1998 | 2006 | Евро-2008 | 2010 |
| 2012    | 2014    | Евро-2016 | 2018    | Евро-2020 | 2022    | Евро-2024 |         |      |           |      |

### Специальная
| 2024 · 50 лет сотрудничества с Puma |

Источники:,

## Участие в международных турнирах
По сей день футбольная сборная Австрии никогда не завоёвывала чемпионских титулов мира или Европы. Её наивысшим достижением (по состоянию на 2024 год) остаётся третье место на чемпионате мира 1954 года и четвёртое место на чемпионате мира 1934 года. Сборная Австрии также становилась обладателем Центрально-Европейского Кубка в 1932 году, опередив Италию, и останавливалась в шаге от победы в 1930 и 1935 годах. Наивысшим достижением сборной на чемпионатах Европы остается четвертьфинал его первого розыгрыша в 1960 году (четвертьфинальные матчи тогда проводились в рамках квалификационного турнира); чемпионат Европы 2008 года, одним из хозяев которого являлась Австрия, стал её первым появлением в финальных розыгрышах континентального первенства, а вторым стало участие в ЧЕ-2016, куда австрийцы отобрались с первого места.

### Чемпионаты мира
| Финальные турниры | Финальные турниры                                                                                 | Финальные турниры                                                                                 | Финальные турниры                                                                                 | Финальные турниры                                                                                 | Финальные турниры                                                                                 | Финальные турниры                                                                                 | Финальные турниры                                                                                 | Финальные турниры                                                                                 | Финальные турниры                                                                                 |                        | Отборочные турниры   | Отборочные турниры   | Отборочные турниры   | Отборочные турниры   | Отборочные турниры   | Отборочные турниры   | Отборочные турниры |
| Год               | Результат                                                                                         | Место                                                                                             | И                                                                                                 | В                                                                                                 | Н                                                                                                 | П                                                                                                 | ГЗ                                                                                                | ГП                                                                                                | Составы                                                                                           | Место                  | И                    | В                    | Н                    | П                    | ГЗ                   | ГП                   |                    |
| ----------------- | ------------------------------------------------------------------------------------------------- | ------------------------------------------------------------------------------------------------- | ------------------------------------------------------------------------------------------------- | ------------------------------------------------------------------------------------------------- | ------------------------------------------------------------------------------------------------- | ------------------------------------------------------------------------------------------------- | ------------------------------------------------------------------------------------------------- | ------------------------------------------------------------------------------------------------- | ------------------------------------------------------------------------------------------------- | ---------------------- | -------------------- | -------------------- | -------------------- | -------------------- | -------------------- | -------------------- | ------------------ |
| 1930              | Не принимала участие                                                                              | Не принимала участие                                                                              | Не принимала участие                                                                              | Не принимала участие                                                                              | Не принимала участие                                                                              | Не принимала участие                                                                              | Не принимала участие                                                                              | Не принимала участие                                                                              | Не принимала участие                                                                              | Не принимала участие   | Не принимала участие | Не принимала участие | Не принимала участие | Не принимала участие | Не принимала участие | Не принимала участие |                    |
| 1934              | 4-е место                                                                                         | 4/16                                                                                              | 4                                                                                                 | 2                                                                                                 | 0                                                                                                 | 2                                                                                                 | 7                                                                                                 | 7                                                                                                 | Состав                                                                                            | 2/3                    | 1                    | 1                    | 0                    | 0                    | 6                    | 1                    |                    |
| 1938              | Квалифицировалась, но исключена после Аншлюса с Германией и играла как часть объединённой сборной | Квалифицировалась, но исключена после Аншлюса с Германией и играла как часть объединённой сборной | Квалифицировалась, но исключена после Аншлюса с Германией и играла как часть объединённой сборной | Квалифицировалась, но исключена после Аншлюса с Германией и играла как часть объединённой сборной | Квалифицировалась, но исключена после Аншлюса с Германией и играла как часть объединённой сборной | Квалифицировалась, но исключена после Аншлюса с Германией и играла как часть объединённой сборной | Квалифицировалась, но исключена после Аншлюса с Германией и играла как часть объединённой сборной | Квалифицировалась, но исключена после Аншлюса с Германией и играла как часть объединённой сборной | Квалифицировалась, но исключена после Аншлюса с Германией и играла как часть объединённой сборной | 1/2                    | 1                    | 1                    | 0                    | 0                    | 2                    | 1                    |                    |
| 1950              | Исключена                                                                                         | Исключена                                                                                         | Исключена                                                                                         | Исключена                                                                                         | Исключена                                                                                         | Исключена                                                                                         | Исключена                                                                                         | Исключена                                                                                         | Исключена                                                                                         | Исключена              | Исключена            | Исключена            | Исключена            | Исключена            | Исключена            | Исключена            |                    |
| 1954              | 3-е место                                                                                         | 3/16                                                                                              | 5                                                                                                 | 4                                                                                                 | 0                                                                                                 | 1                                                                                                 | 17                                                                                                | 12                                                                                                | Состав                                                                                            | 1/2                    | 2                    | 1                    | 1                    | 0                    | 9                    | 1                    |                    |
| 1958              | Групповой этап                                                                                    | 15/16                                                                                             | 3                                                                                                 | 0                                                                                                 | 1                                                                                                 | 2                                                                                                 | 2                                                                                                 | 7                                                                                                 | Состав                                                                                            | 1/3                    | 4                    | 3                    | 1                    | 0                    | 14                   | 3                    |                    |
| 1962              | Исключена                                                                                         | Исключена                                                                                         | Исключена                                                                                         | Исключена                                                                                         | Исключена                                                                                         | Исключена                                                                                         | Исключена                                                                                         | Исключена                                                                                         | Исключена                                                                                         | Исключена              | Исключена            | Исключена            | Исключена            | Исключена            | Исключена            | Исключена            |                    |
| 1966              | Не прошла квалификацию                                                                            | Не прошла квалификацию                                                                            | Не прошла квалификацию                                                                            | Не прошла квалификацию                                                                            | Не прошла квалификацию                                                                            | Не прошла квалификацию                                                                            | Не прошла квалификацию                                                                            | Не прошла квалификацию                                                                            | Не прошла квалификацию                                                                            | 3/3                    | 4                    | 0                    | 1                    | 3                    | 1                    | 6                    |                    |
| 1970              | Не прошла квалификацию                                                                            | Не прошла квалификацию                                                                            | Не прошла квалификацию                                                                            | Не прошла квалификацию                                                                            | Не прошла квалификацию                                                                            | Не прошла квалификацию                                                                            | Не прошла квалификацию                                                                            | Не прошла квалификацию                                                                            | Не прошла квалификацию                                                                            | 3/4                    | 6                    | 3                    | 0                    | 3                    | 12                   | 7                    |                    |
| 1974              | Не прошла квалификацию                                                                            | Не прошла квалификацию                                                                            | Не прошла квалификацию                                                                            | Не прошла квалификацию                                                                            | Не прошла квалификацию                                                                            | Не прошла квалификацию                                                                            | Не прошла квалификацию                                                                            | Не прошла квалификацию                                                                            | Не прошла квалификацию                                                                            | 2/4*                   | 6                    | 2                    | 4                    | 0                    | 12                   | 7                    |                    |
| 1978              | 2-й групповой этап                                                                                | 7/16                                                                                              | 6                                                                                                 | 3                                                                                                 | 0                                                                                                 | 3                                                                                                 | 7                                                                                                 | 10                                                                                                | Состав                                                                                            | 1/4                    | 6                    | 4                    | 2                    | 0                    | 14                   | 2                    |                    |
| 1982              | 2-й групповой этап                                                                                | 8/16                                                                                              | 5                                                                                                 | 2                                                                                                 | 1                                                                                                 | 2                                                                                                 | 5                                                                                                 | 4                                                                                                 | Состав                                                                                            | 2/5                    | 8                    | 5                    | 1                    | 2                    | 16                   | 6                    |                    |
| 1986              | Не прошла квалификацию                                                                            | Не прошла квалификацию                                                                            | Не прошла квалификацию                                                                            | Не прошла квалификацию                                                                            | Не прошла квалификацию                                                                            | Не прошла квалификацию                                                                            | Не прошла квалификацию                                                                            | Не прошла квалификацию                                                                            | Не прошла квалификацию                                                                            | Не прошла квалификацию | 3/4                  | 6                    | 3                    | 1                    | 2                    | 9                    | 8                  |
| 1990              | Групповой этап                                                                                    | 18/24                                                                                             | 3                                                                                                 | 1                                                                                                 | 0                                                                                                 | 2                                                                                                 | 2                                                                                                 | 3                                                                                                 | Состав                                                                                            | 2/5                    | 8                    | 3                    | 3                    | 2                    | 9                    | 9                    |                    |
| 1994              | Не прошла квалификацию                                                                            | Не прошла квалификацию                                                                            | Не прошла квалификацию                                                                            | Не прошла квалификацию                                                                            | Не прошла квалификацию                                                                            | Не прошла квалификацию                                                                            | Не прошла квалификацию                                                                            | Не прошла квалификацию                                                                            | Не прошла квалификацию                                                                            | 4/6                    | 10                   | 3                    | 2                    | 5                    | 15                   | 16                   |                    |
| 1998              | Групповой этап                                                                                    | 23/32                                                                                             | 3                                                                                                 | 0                                                                                                 | 2                                                                                                 | 1                                                                                                 | 3                                                                                                 | 4                                                                                                 | Состав                                                                                            | 1/6                    | 10                   | 8                    | 1                    | 1                    | 17                   | 4                    |                    |
| 2002              | Не прошла квалификацию                                                                            | Не прошла квалификацию                                                                            | Не прошла квалификацию                                                                            | Не прошла квалификацию                                                                            | Не прошла квалификацию                                                                            | Не прошла квалификацию                                                                            | Не прошла квалификацию                                                                            | Не прошла квалификацию                                                                            | Не прошла квалификацию                                                                            | 2/5***                 | 10                   | 4                    | 3                    | 3                    | 10                   | 14                   |                    |
| 2006              | Не прошла квалификацию                                                                            | Не прошла квалификацию                                                                            | Не прошла квалификацию                                                                            | Не прошла квалификацию                                                                            | Не прошла квалификацию                                                                            | Не прошла квалификацию                                                                            | Не прошла квалификацию                                                                            | Не прошла квалификацию                                                                            | Не прошла квалификацию                                                                            | 3/6                    | 10                   | 4                    | 3                    | 3                    | 15                   | 12                   |                    |
| 2010              | Не прошла квалификацию                                                                            | Не прошла квалификацию                                                                            | Не прошла квалификацию                                                                            | Не прошла квалификацию                                                                            | Не прошла квалификацию                                                                            | Не прошла квалификацию                                                                            | Не прошла квалификацию                                                                            | Не прошла квалификацию                                                                            | Не прошла квалификацию                                                                            | 3/6                    | 10                   | 4                    | 2                    | 4                    | 14                   | 15                   |                    |
| 2014              | Не прошла квалификацию                                                                            | Не прошла квалификацию                                                                            | Не прошла квалификацию                                                                            | Не прошла квалификацию                                                                            | Не прошла квалификацию                                                                            | Не прошла квалификацию                                                                            | Не прошла квалификацию                                                                            | Не прошла квалификацию                                                                            | Не прошла квалификацию                                                                            | 3/6                    | 10                   | 5                    | 2                    | 3                    | 20                   | 10                   |                    |
| 2018              | Не прошла квалификацию                                                                            | Не прошла квалификацию                                                                            | Не прошла квалификацию                                                                            | Не прошла квалификацию                                                                            | Не прошла квалификацию                                                                            | Не прошла квалификацию                                                                            | Не прошла квалификацию                                                                            | Не прошла квалификацию                                                                            | Не прошла квалификацию                                                                            | 4/6                    | 10                   | 4                    | 3                    | 3                    | 14                   | 12                   |                    |
| 2022              | Не прошла квалификацию                                                                            | Не прошла квалификацию                                                                            | Не прошла квалификацию                                                                            | Не прошла квалификацию                                                                            | Не прошла квалификацию                                                                            | Не прошла квалификацию                                                                            | Не прошла квалификацию                                                                            | Не прошла квалификацию                                                                            | Не прошла квалификацию                                                                            | 4/6 ***                | 11                   | 5                    | 1                    | 5                    | 20                   | 19                   |                    |
| 2026              | с июня 2023                                                                                       |                                                                                                   |                                                                                                   |                                                                                                   |                                                                                                   |                                                                                                   |                                                                                                   |                                                                                                   |                                                                                                   |                        |                      |                      |                      |                      |                      |                      |                    |
| Всего             | Лучший: 3-е место                                                                                 | Участие: 7/22                                                                                     | 29                                                                                                | 12                                                                                                | 4                                                                                                 | 13                                                                                                | 43                                                                                                | 47                                                                                                | —                                                                                                 |                        | Всего                | 134                  | 64                   | 28                   | 37                   | 232                  | 155                |

- * — проиграла в дополнительном матче;
- ** — выиграла в стыковых матчах;
- *** — проиграла в стыковых матчах.

### Чемпионаты Европы
| Финальные турниры | Финальные турниры      | Финальные турниры      | Финальные турниры      | Финальные турниры      | Финальные турниры      | Финальные турниры      | Финальные турниры      | Финальные турниры      | Финальные турниры      |                              | Отборочные турниры           | Отборочные турниры           | Отборочные турниры           | Отборочные турниры           | Отборочные турниры           | Отборочные турниры           | Отборочные турниры |
| Год               | Результат              | Место                  | И                      | В                      | Н                      | П                      | ГЗ                     | ГП                     | Составы                | Место                        | И                            | В                            | Н                            | П                            | ГЗ                           | ГП                           |                    |
| ----------------- | ---------------------- | ---------------------- | ---------------------- | ---------------------- | ---------------------- | ---------------------- | ---------------------- | ---------------------- | ---------------------- | ---------------------------- | ---------------------------- | ---------------------------- | ---------------------------- | ---------------------------- | ---------------------------- | ---------------------------- | ------------------ |
| 1960              | Не прошла квалификацию | Не прошла квалификацию | Не прошла квалификацию | Не прошла квалификацию | Не прошла квалификацию | Не прошла квалификацию | Не прошла квалификацию | Не прошла квалификацию | Не прошла квалификацию | Четвертьфинал                | 4                            | 2                            | 0                            | 2                            | 10                           | 11                           |                    |
| 1964              | Не прошла квалификацию | Не прошла квалификацию | Не прошла квалификацию | Не прошла квалификацию | Не прошла квалификацию | Не прошла квалификацию | Не прошла квалификацию | Не прошла квалификацию | Не прошла квалификацию | 1/8 финала                   | 2                            | 0                            | 1                            | 1                            | 2                            | 3                            |                    |
| 1968              | Не прошла квалификацию | Не прошла квалификацию | Не прошла квалификацию | Не прошла квалификацию | Не прошла квалификацию | Не прошла квалификацию | Не прошла квалификацию | Не прошла квалификацию | Не прошла квалификацию | 3/4                          | 6                            | 2                            | 2                            | 2                            | 10                           | 8                            |                    |
| 1972              | Не прошла квалификацию | Не прошла квалификацию | Не прошла квалификацию | Не прошла квалификацию | Не прошла квалификацию | Не прошла квалификацию | Не прошла квалификацию | Не прошла квалификацию | Не прошла квалификацию | 2/6                          | 6                            | 3                            | 1                            | 2                            | 14                           | 6                            |                    |
| 1976              | Не прошла квалификацию | Не прошла квалификацию | Не прошла квалификацию | Не прошла квалификацию | Не прошла квалификацию | Не прошла квалификацию | Не прошла квалификацию | Не прошла квалификацию | Не прошла квалификацию | 3/4                          | 6                            | 3                            | 1                            | 2                            | 11                           | 7                            |                    |
| 1980              | Не прошла квалификацию | Не прошла квалификацию | Не прошла квалификацию | Не прошла квалификацию | Не прошла квалификацию | Не прошла квалификацию | Не прошла квалификацию | Не прошла квалификацию | Не прошла квалификацию | 2/5                          | 8                            | 4                            | 3                            | 1                            | 14                           | 7                            |                    |
| 1984              | Не прошла квалификацию | Не прошла квалификацию | Не прошла квалификацию | Не прошла квалификацию | Не прошла квалификацию | Не прошла квалификацию | Не прошла квалификацию | Не прошла квалификацию | Не прошла квалификацию | 3/5                          | 8                            | 4                            | 1                            | 3                            | 15                           | 10                           |                    |
| 1988              | Не прошла квалификацию | Не прошла квалификацию | Не прошла квалификацию | Не прошла квалификацию | Не прошла квалификацию | Не прошла квалификацию | Не прошла квалификацию | Не прошла квалификацию | Не прошла квалификацию | 3/4                          | 6                            | 2                            | 1                            | 3                            | 6                            | 9                            |                    |
| 1992              | Не прошла квалификацию | Не прошла квалификацию | Не прошла квалификацию | Не прошла квалификацию | Не прошла квалификацию | Не прошла квалификацию | Не прошла квалификацию | Не прошла квалификацию | Не прошла квалификацию | 4/5                          | 8                            | 1                            | 1                            | 6                            | 6                            | 14                           |                    |
| 1996              | Не прошла квалификацию | Не прошла квалификацию | Не прошла квалификацию | Не прошла квалификацию | Не прошла квалификацию | Не прошла квалификацию | Не прошла квалификацию | Не прошла квалификацию | Не прошла квалификацию | 4/6                          | 10                           | 5                            | 1                            | 4                            | 29                           | 14                           |                    |
| 2000              | Не прошла квалификацию | Не прошла квалификацию | Не прошла квалификацию | Не прошла квалификацию | Не прошла квалификацию | Не прошла квалификацию | Не прошла квалификацию | Не прошла квалификацию | Не прошла квалификацию | 3/5                          | 8                            | 4                            | 1                            | 3                            | 19                           | 20                           |                    |
| 2004              | Не прошла квалификацию | Не прошла квалификацию | Не прошла квалификацию | Не прошла квалификацию | Не прошла квалификацию | Не прошла квалификацию | Не прошла квалификацию | Не прошла квалификацию | Не прошла квалификацию | 3/5                          | 8                            | 3                            | 0                            | 5                            | 12                           | 14                           |                    |
| 2008              | Групповой этап         | 13/16                  | 3                      | 0                      | 1                      | 2                      | 1                      | 3                      | Состав                 | Квалифицированны как хозяева | Квалифицированны как хозяева | Квалифицированны как хозяева | Квалифицированны как хозяева | Квалифицированны как хозяева | Квалифицированны как хозяева | Квалифицированны как хозяева |                    |
| 2012              | Не прошла квалификацию | Не прошла квалификацию | Не прошла квалификацию | Не прошла квалификацию | Не прошла квалификацию | Не прошла квалификацию | Не прошла квалификацию | Не прошла квалификацию | Не прошла квалификацию | 4/6                          | 10                           | 3                            | 3                            | 4                            | 16                           | 17                           |                    |
| 2016              | Групповой этап         | 19/24                  | 3                      | 0                      | 1                      | 2                      | 1                      | 4                      | Состав                 | 1/6                          | 10                           | 9                            | 1                            | 0                            | 22                           | 8                            |                    |
| 2020              | 1/8 финала             | 12/24                  | 4                      | 2                      | 0                      | 2                      | 5                      | 5                      | Состав                 | 2/6                          | 10                           | 6                            | 1                            | 3                            | 19                           | 9                            |                    |
| 2024              | 1/8 финала             | ?/24                   | 4                      | 2                      | 0                      | 2                      | 7                      | 6                      | Состав                 | 2/5                          | 8                            | 6                            | 1                            | 1                            | 17                           | 7                            |                    |
| Всего             | Лучший: 1/8 финала     | Участие: 4/17          | 14                     | 4                      | 2                      | 8                      | 14                     | 18                     | —                      | —                            | Всего                        | 107                          | 51                           | 17                           | 39                           | 201                          | 154                |

### Лига наций УЕФА
| 2018-19 | B     | 3     | 1 | 0 | 0 | 1 | 0 | 1 |
| Всего   | Всего | Всего | 1 | 0 | 0 | 1 | 0 | 1 |

## Лидеры по количеству матчей и голов
В начале футбольной эры международные матчи проводились значительно реже, чем сейчас. Длительное время звание как игрока, проведшего наибольшее количество игр, так и лучшего бомбардира удерживал Ян Студничка, который в 1902—1917 годах сыграл 28 матчей, забив в них 17 голов. Рубеж в 40 матчей за сборную впервые преодолел Йозеф Брандштеттер (42 матча в 1912—1924 годах), в 1932 году это достижение улучшил Йозеф Блум (51 матч в 1920—1932). Рекорд, установленный Герхардом Ханаппи (93 игры в 1948—1962), держался больше тридцати лет, пока его не улучшили в 1998 году Тони Польстер (95 игр в 1982—2000) и в 2003 году Андреас Херцог (103 игры с 1988 по 2003 год). В 2020-е годы рекорд Херцога превысили Марко Арнаутович и Давид Алаба.
Следующими после Студнички лучшими бомбардирами сборной стали: в 1934 году — Ханс Хорват и Антон Шалль (29 и 27 голов соответственно, причем Шалль забил их в 28 играх), в 1969 году отметки в 28 мячей достиг Эрих Хоф. Этот рекорд также держался очень долго, пока в 1980-х годах не был побит Хансом Кранклем (35 голов в 1973—1985). На рубеже веков Тони Польстер установил новый рекорд, действительный и поныне, — 44 гола за сборную в 1982—2000.
| Позиция | Игрок                | Матчей | Период     |
| ------- | -------------------- | ------ | ---------- |
| 1       | Марко Арнаутович     | 125    | 2008—н. в. |
| 2       | Давид Алаба          | 107    | 2009—н. в. |
| 2       | Андреас Херцог       | 103    | 1988—2003  |
| 4       | Александар Драгович  | 100    | 2009—2022  |
| 5       | Тони Польстер        | 95     | 1982—2000  |
| 6       | Герхард Ханаппи      | 93     | 1948—1962  |
| 7       | Марсель Забитцер     | 89     | 2012—н. в. |
| 8       | Карл Коллер          | 86     | 1952—1965  |
| 10      | Фридрих Концилия     | 84     | 1970—1985  |
| 10      | Бруно Пеццай         | 84     | 1975—1990  |
| 10      | Юлиан Баумгартлингер | 84     | 2009—2021  |

| Позиция | Игрок            | Голы | Период     |
| ------- | ---------------- | ---- | ---------- |
| 1       | Тони Польстер    | 44   | 1982—2000  |
| 2       | Марко Арнаутович | 41   | 2007—н. в. |
| 3       | Ханс Кранкль     | 34   | 1973—1985  |
| 4       | Ханс Хорват      | 29   | 1924—1934  |
| 5       | Эрих Хоф         | 28   | 1957—1969  |
| 5       | Марк Янко        | 28   | 2006—2019  |
| 7       | Антон Шалль      | 27   | 1927—1934  |
| 8       | Маттиас Синделар | 26   | 1926—1937  |
| 8       | Андреас Херцог   | 26   | 1988—2003  |
| 10      | Карл Цишек       | 24   | 1931—1945  |

## Тренерский штаб
Главный тренер сборной назначается правлением Австрийского футбольного союза. Он руководит подготовкой национальной сборной к международным матчам и единолично принимает решение относительно комплектации команды. В первые годы существования сборной, с 12 октября 1902 по 14 июня 1913, комплектацией команды занимался непосредственно футбольный союз (и его предшественники); начиная с 1913 года эти полномочия были предоставлены лично главному тренеру.
С 1 января 2006 года до июня 2008 года должность главного тренера занимал Йозеф Хиккерсбергер. Это был его второй срок в этой должности, он уже тренировал австрийскую сборную в 1988—1990 годах, когда вывел её в финальный турнир чемпионата мира 1990 года в Италии. В 1968—1978 годах Йозеф Хиккерсбергер сыграл за сборную 38 матчей, забив пять голов. Ассистент главного тренера Петер Персидис, тренер вратарей Клаус Линдербергер и менеджер команды Андреас Херцог также в прошлом играли за сборную Австрии.
После отставки Хиккерсбергера место главного тренера оставалось вакантным до прихода Карела Брюкнера. С мая 2009 года главным тренером сборной Австрии работал известный австрийский специалист Дитмар Константини. В сентябре 2011 года Дитмар Константини покинул свой пост, не дожидаясь официального окончания контракта. Позднее тренером австрийцев работал бывший наставник клуба «Челси» и сборной Израиля Аврам Грант. Ныне эту должность занимает немец Франко Фода.

## Текущий состав
Следующие игроки были вызваны в состав сборной главным тренером Ральфом Рангником для участия в матчах квалификации Евро-2024 против сборной Азербайджана (24 марта 2023) и сборной Эстонии (27 марта 2023).
Игры и голы приведены по состоянию на 27 марта 2022 года:
|  | Вр  | Хайнц Линднер       | 17 июля 1990 (34 года)    | 35 | 0  | Сьон                 |  |  |
|  | Вр  | Патрик Пенц         | 2 января 1997 (28 лет)    | 4  | 0  | Байер 04             |  |  |
|  | Вр  | Никлас Хедль        | 17 марта 2001 (24 года)   | 1  | 0  | Рапид (Вена)         |  |  |
|  |     |                     |                           |    |    |                      |  |  |
|  | Защ | Давид Алаба         | 24 июня 1992 (33 года)    | 98 | 15 | Реал Мадрид          |  |  |
|  | Защ | Андреас Ульмер      | 30 октября 1985 (39 лет)  | 32 | 0  | Ред Булл (Зальцбург) |  |  |
|  | Защ | Штефан Пош          | 14 мая 1997 (28 лет)      | 21 | 1  | Болонья              |  |  |
|  | Защ | Максимилиан Вёбер   | 4 февраля 1998 (27 лет)   | 14 | 0  | Лидс Юнайтед         |  |  |
|  | Защ | Кевин Дансо         | 19 сентября 1998 (26 лет) | 12 | 0  | Ланс                 |  |  |
|  | Защ | Гернот Траунер      | 25 марта 1992 (33 года)   | 10 | 1  | Фейеноорд            |  |  |
|  | Защ | Филипп Мвене        | 29 января 1994 (31 год)   | 4  | 0  | ПСВ                  |  |  |
|  | Защ | Флавиус Данилюк     | 27 апреля 2001 (24 года)  | 0  | 0  | Салернитана          |  |  |
|  |     |                     |                           |    |    |                      |  |  |
|  | ПЗ  | Марсель Забитцер    | 17 марта 1994 (31 год)    | 69 | 14 | Манчестер Юнайтед    |  |  |
|  | ПЗ  | Кристоф Баумгартнер | 1 августа 1999 (25 лет)   | 26 | 8  | Хоффенхайм           |  |  |
|  | ПЗ  | Конрад Лаймер       | 27 мая 1997 (28 лет)      | 25 | 2  | РБ Лейпциг           |  |  |
|  | ПЗ  | Флориан Кайнц       | 24 октября 1992 (32 года) | 22 | 0  | Кёльн                |  |  |
|  | ПЗ  | Николас Зайвальд    | 4 мая 2001 (24 года)      | 11 | 0  | Ред Булл (Зальцбург) |  |  |
|  | ПЗ  | Деян Любичич        | 8 октября 1997 (27 лет)   | 5  | 1  | Кёльн                |  |  |
|  | ПЗ  | Романо Шмид         | 27 января 2000 (25 лет)   | 3  | 0  | Вердер               |  |  |
|  | ПЗ  | Патрик Виммер       | 30 мая 2001 (24 года)     | 2  | 0  | Вольфсбург           |  |  |
|  | ПЗ  | Александер Прасс    | 26 мая 2001 (24 года)     | 1  | 0  | Штурм                |  |  |
|  |     |                     |                           |    |    |                      |  |  |
|  | Нап | Михаэль Грегорич    | 18 апреля 1994 (31 год)   | 44 | 8  | Фрайбург             |  |  |
|  | Нап | Карим Онисиво       | 17 марта 1992 (33 года)   | 20 | 1  | Майнц 05             |  |  |
|  | Нап | Андреас Вайман      | 5 августа 1991 (33 года)  | 21 | 1  | Бристоль Сити        |  |  |
|  | Нап | Чуквубуике Адаму    | 6 июня 2001 (24 года)     | 4  | 0  | Ред Булл (Зальцбург) |  |  |

## Стадион
Благодаря большой популярности игры уже на раннем этапе истории австрийского футбола в стране начали строиться большие стадионы. Но строительство собственного стадиона для национальной сборной длительное время оставалось лишь на стадии планирования. Свои первые матчи сборная играла на аренах крупнейших венских клубов. Сначала это были поля клубов «Винер АК» и «Крикетер» в районе Пратер; свою первую игру в 1902 году сборная сыграла именно на поле «ВАКа». Когда «большие клубы» стали все чаще отказывать сборной в аренде своих стадионов, все больше матчей приходилось проводить на небольшом стадионе «Рудольфшаймер Плац», состояние которого было неудовлетворительным. С ростом количества зрителей на международных встречах и ростом популярности сборной Футбольный союз вовлекал в организацию матчей сборной все большее количество клубов, которые, ввиду этого, начали строить новые стадионы со значительно большей вместимостью. Так, в мае 1920 года клуб «Зиммеринг» открыл новый стадион на 50000 зрителей, который, кроме матчей национального первенства, должен был стать местом проведения домашних матчей сборной. Однако первым официальным базовым стадионом сборной стал венским «Хоэ Варте», стадион клуба «Виенна», который был открыт годом позже и стал самым большим и самым современным футбольным стадионом тогдашней Европы. Его официальная вместимость превышала 80000 зрителей.
Накануне 2-й Рабочей Олимпиады в Вене в 1931 году был открыт стадион «Пратер» (сейчас носит название «Эрнст Хаппель»), самый большой в настоящее время стадион Австрии. В последующем он был передан Австрийскому футбольному союзу и по сей день используется в качестве базового стадиона национальной сборной. Впервые на новом стадионе сборная играла 13 сентября 1931 года против команды Германии, которая хотела взять реванш за унизительное поражение 0:6, которое она испытала на своем поле в Берлине в мае того же года. Австрийцы победили и в этот раз со счётом 5:0, первый гол на новом стадионе был забит Маттиасом Синделаром уже на 2-й минуте матча. В наши дни стадион «Эрнст Хаппель» получил от УЕФА категорию «пять звезд». Раньше он вмещал 90000 зрителей, но после отмены стоячих мест согласно требованиям безопасности УЕФА его официальная вместимость уменьшилась до 50000.
Свои товарищеские матчи сборная иногда проводит на меньших клубных стадионах других городов Австрии, давая возможность посмотреть на игру сборной и провинциальным болельщикам. Первая домашняя встреча сборной за пределами Вены состоялась 1 мая 1965 года на стадионе «Гугль» в Линце, позже местом проведения международных матчей становились также инсбрукский «Тиволи», зальцбургский «Леенер», «Либенау» в Граце и другие.

## Болельщики
Австрийская сборная имеет очень серьёзную поддержку среди болельщиков: в стране существует официальный независимый фан-клуб болельщиков, членами которого являются все футбольные фанаты, неравнодушные к судьбе национальной сборной, и в котором пресекаются любые попытки выяснения межклубных отношений. Костяк этого фан-клуба составляют в основном болельщики пяти крупных клубов: «Рапид» Вена, «Аустрия» Вена, «Штурм» Грац, «Инсбрук» и «Аустрия» Зальцбург. Фан-клуб занимается организацией телетрансляций матчей сборной в различных спортивных барах и на площадях, а также выездом болельщиков на матчи за рубежом. Также существует группировка ультрас сборной Австрии под названием Hurricanes, которая стала правопреемницей группировок Tornados и Patriots.
Одной из популярных песен австрийских болельщиков является песня «Wunder von Wien», которую записала и исполнила рок-группа Heinz aus Wien перед чемпионатом Европы 2008.